# دونس
دونس (به آلمانی: Düns) یک منطقهٔ مسکونی در اتریش است که در ناحیه فلدکیرش واقع شده‌است. دونس ۳٫۴۷ کیلومتر مربع مساحت دارد ۷۵۳ متر بالاتر از سطح دریا واقع شده‌است.